# Подлєсний Дмитро Семенович
Дмитро Семенович Подлєсний (нар. 22 жовтня 1928, Харків, УРСР) — радянський український футболіст та тренер, виступав на позиції нападника.

## Кар'єра гравця
Виховаець харківського футболу. Футбольну кар'єру розпочав 1952 року в тбіліському ОБО, куди був направлений для проходження військової служби. По завершенні служби в 1956 році приєднався до військової команди Одеси, яка виступала під назвами ОБО, СКВО та СКА. У 1962 році за вдалі виступи у збірній України Класу «Б» отримав звання Майстер спорту СРСР. У 1963 році відправився до молдовського клубу «Ніструл» (Бендери), а в 1964 році перейшов до «Авангарду» (Жовті Води), у складі якого й завершив футбольну кар'єру.

## Кар'єра тренера
По завершенні кар'єри гравця розпочав тренерську діяльність. Спочатку закінчив київський відділ Вищої школи тренерів. У 1965 році допомагав тренувати «Авангард» (Жовті Води). А в 1966—1967 роках працював асистентом головного тренера у команді СКА (Одеса).

## Досягнення
СКА (Одеса)
- Чемпіонат УРСР
  -  Срібний призер (1): 1961
  -  Бронзовий призер (2): 1959, 1960

### Відзнаки
- Майстер спорту СРСР: 1962